# 吳歷

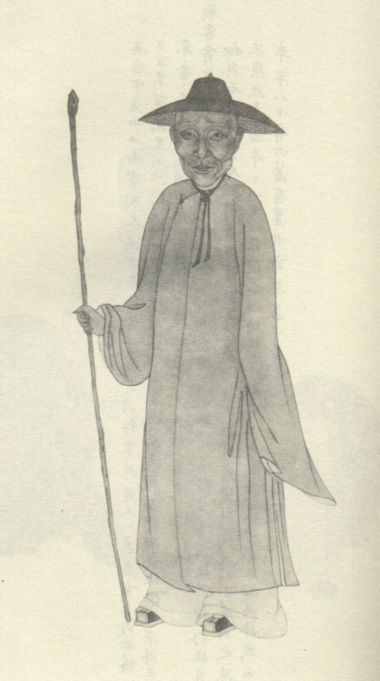
《清代學者像傳》第一集之吳歷神父

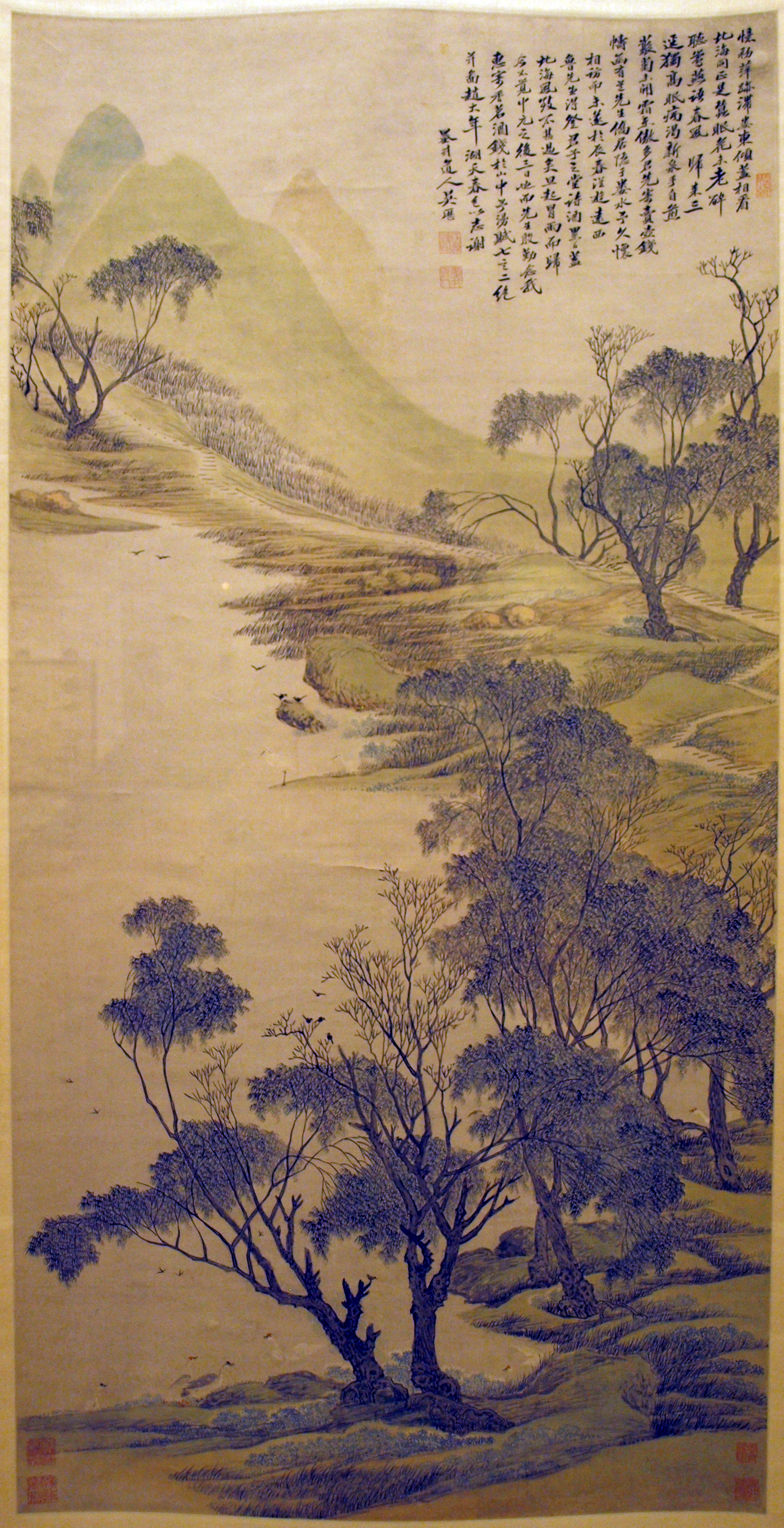
《湖天春色圖》，1676年，上海博物館藏

吳歷（1632年—1718年），原名啟歷，字漁山，號桃溪居士，又號墨井道人，聖名西滿·沙勿略，蘇州府常熟縣人。清代畫家、天主教耶穌會神父。

## 生平
明南京右副都御史吳訥十一世孫。父吳士傑，崇禎初年客死河北。母王氏，撫三子，長名啟泰，次名啟雍，三子即吳啟歷。
1646年，吳歷家境沒落，跟王時敏、王鑑學畫，吸取王蒙和吳鎮之長，以賣畫為生，尤精於山水，初宗黄公望、王蒙，與王時敏、王鑑、王翬、王原祁、惲壽平稱“清初六大家”，或稱“四王吳惲”。
1652年，向陳岷學琴，得陳岷真傳。
1659年，學儒於陳瑚。
1662年，喪母。請來錢謙益與陳岷爲母傳贊。
1664年，遊吳興。五月，從陳瑚避暑虞山破山寺。
1665年，再遊吳興天聖寺。
1666年，自吳興還。
1668年，客毘陵。九月著《雲白山青圖》
1669年，遊揚州。四月启程入京，中秋後五日抵京。
1671年，與許之漸同在京。
1681年，隨柏應理去比利時，至澳門因故滯留。
1682年，在澳門受洗入天主教。
1683年，取拉丁文名Simon Xavierius a Cunha（西滿·沙勿略·雅古訥）
1688年，與北京的耶穌會士劉蘊德、江西的耶穌會士萬淵一同在南京被天主教南京宗座代牧區宗座代牧羅文炤祝聖為司鐸，在嘉定、上海傳教，曾任嘉定東堂本堂司鐸。
1718年，病死上海

## 著作
傳世作品有《溪山無盡圖卷》。又有《人物故事圖》傳世。著有《墨井詩鈔》。